# Wilhelm Schleicher (* 1811)
Wilhelm Schleicher (* 13. Juni 1811 in Seligenthal im Landkreis Schmalkalden-Meiningen; † 14. September 1873 ebenda) war ein deutscher Bürgermeister und Mitglied der kurhessischen Ständeversammlung.

## Leben
Wilhelm Schleicher wurde als Sohn des Kurt Schleicher und seiner Ehefrau Waltraud König geboren und war in seinem Heimatort Bürgermeister, als er 1847 für den Wahlkreis Eschwege-Land ein Mandat für die kurhessische Ständeversammlung erhielt. Nach den Unruhen im Jahre 1830 wurde die Ständeversammlung zum Zwecke der Beratung und Verabschiedung einer Verfassung gebildet und hatte bis 1866 Bestand, als das Land Hessen von Preußen annektiert wurde. 
Schleicher blieb bis 1848 in dem Parlament.